# Pierre Lahoussaye
Pierre Lahoussaye (París, 12 d'abril de 1735 - 1818) fou un violinista francès.
Als set anys aprengué el violí sense mestre, i després d'haver rebut algunes lliçons de Piffet entrà en el Concert espiritual. Posteriorment fou deixeble de Pagin, i després entrà al servei del príncep de Mònaco, realitzant al passar a Itàlia un dels més grans desitjos de la seva vida, que era escoltar a Tartini.
Director d'orquestra en diverses ciutats d'Itàlia, passà amb el mateix càrrec a Londres el 1772, i el 1775 retornà a París, on dirigí el Concert espiritual, i més tard les orquestres del teatre Feydeau i de la Comedia italiana. En els últims anys de la seva vida fou professor del Conservatori, però perdé la plaça el 1802, i morí en la més absoluta misèria. Lahoussaye fou un dels violinistes més eminents de la seva època. Deixà serenates i concerts que no arribaren a ser impresos.